# Sư tử trắng

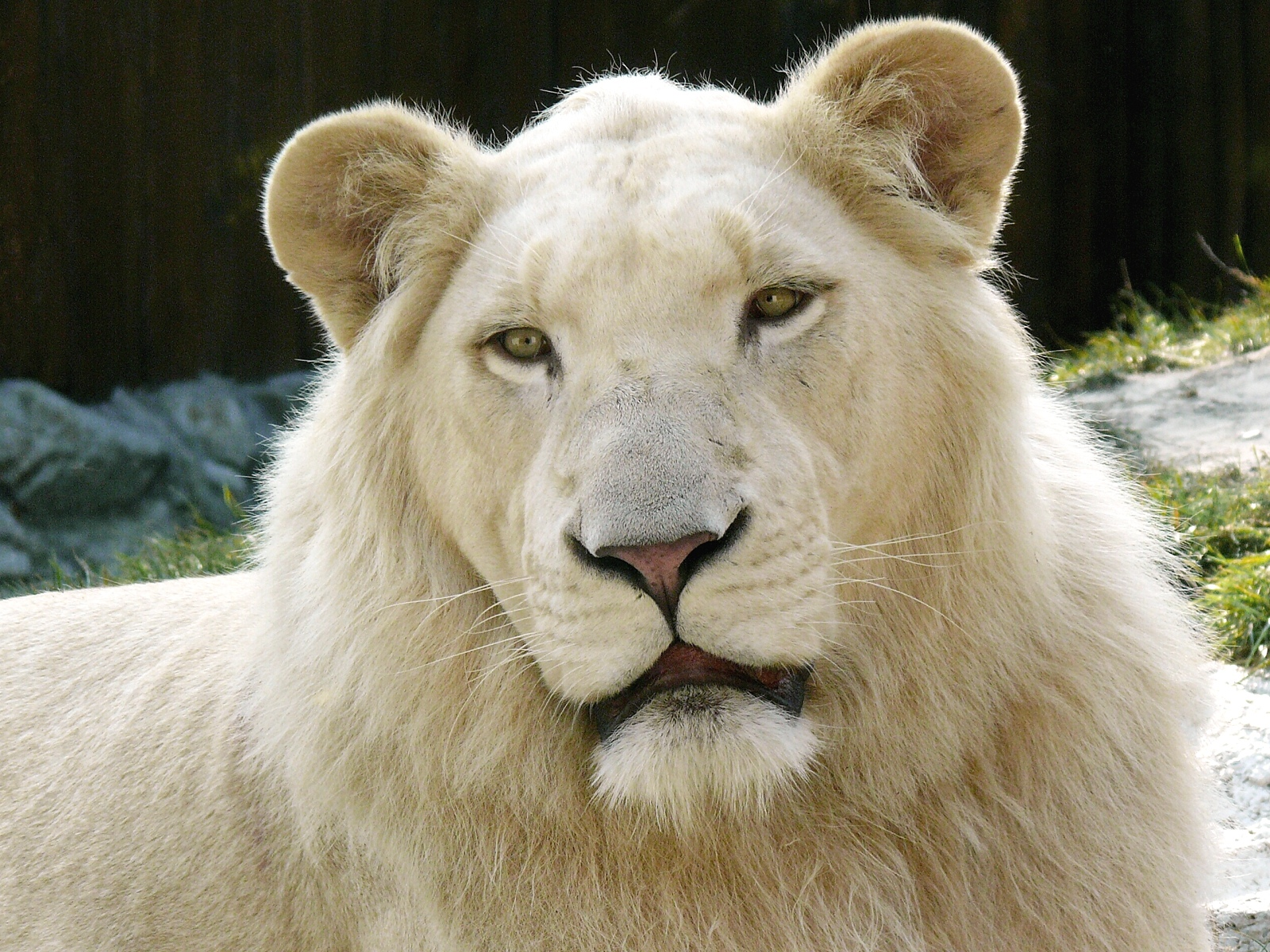
Một con sư tử trắng

Sư tử trắng là kết quả một đột biến màu hiếm gặp của sư tử.

## Hình dạng
Cho đến năm 2009, khi sư tử trắng lần đầu tiên được trở về với tự nhiên với sự tự hào, người ta tin rằng sư tử trắng không thể sống sót trong tự nhiên. Chính vì lý do này mà một phần lớn dân số của sư tử trắng hiện đang sống trong các vườn thú.
Sư tử trắng trong khu vực Timbavati được cho là có bản địa ở vùng Timbavati của Nam Phi trong nhiều thế kỷ, mặc dù cá thể sư tử trắng được ghi nhận sớm nhất trong khu vực này là vào năm 1938. Được coi là thần thánh bởi người dân địa phương, sư tử trắng đầu tiên được công chúng chú ý Những năm 1970, trong cuốn sách The White Lions of Timbavati của Chris McBride.
Những con sư tử này, ngạc nhiên lại không phải bị bạch tạng. Màu trắng của chúng là do đặc điểm lặn bắt nguồn từ một đột biến ít nghiêm trọng trong cùng một gen gây ra bạch tạng, khác biệt với gen chịu trách nhiệm cho hổ trắng. Chúng thay đổi từ mày vàng đến gần trắng. Màu sắc này dường như không gây bất lợi cho sự tồn tại của chúng. Sư tử trắng của Quỹ Bảo vệ Sư tử Trắng Toàn cầu (GWLPT) đã được cho tái hòa nhập vào môi trường sống tự nhiên của chúng và đã không bị con người săn bắn và sinh sản thành công mà không cần sự can thiệp của con người trong một khoảng thời gian đáng kể.

## Di truyền
Về mặt di truyền, sư tử trắng là phân loài tương tự như giống sư tử miền Nam châu Phi (Panthera leo melanochaita), được tìm thấy trong một số khu bảo tồn động vật hoang dã ở Nam Phi và trong các công viên động vật trên khắp thế giới. Sư tử trắng không phải mắc chứng bạch tạng, mà là tình trạng khiếm khuyết tế bào sắc tố. Chúng có sắc tố có thể nhìn thấy trong mắt (có thể là màu nâu nhạt hoặc xanh dương, xám xanh, hoặc xám-lục), má và môi. Sư tử trắng mắt xanh tồn tại và có thể được chọn lọc. Đặc điểm bệnh khiếm khuyết tế bào sắc tố là do đột biến lặn trong gen của Tyrosinase (TYR), một loại enzim chịu trách nhiệm sản xuất melanin.